# Contea di Carbon (Pennsylvania)
La contea di Carbon (in inglese Carbon County) è una contea dello Stato della Pennsylvania, negli Stati Uniti. La popolazione al censimento del 2000 era di 58 802 abitanti. Il capoluogo di contea è Jim Thorpe.

## Geografia
La contea si trova nella parte orientale dello Stato. La contea è delimitata a nord dai Monti Pocono e a sud dal Blue Mountain. Il territorio è prevalentemente montuoso. I principali corsi d’acqua sono il fiume Lehigh e i torrenti Tobyhanna, Quakake, Nesquehoning, Mahoning, Lizard e Aquashicola, oltre ai bacini idrici di Penn Forest e Wild Creek.

### Contee confinanti
- Contea di Luzerne - nord/nord-ovest
- Contea di Monroe - nord-est
- Contea di Northampton - sud-est
- Contea di Lehigh - sud
- Contea di Schuylkill - sud-ovest

## Storia
La contea fu creata nel 1843 da parte delle contee di Northampton e Monroe e prese il nome dai suoi abbondanti giacimenti di carbone. Nel 1954 Mauch Chunk si unì a East Mauch Chunk per formare Jim Thorpe, capoluogo della contea, in onore dell’atleta nativo americano; le sue spoglie furono deposte in un mausoleo situato nelle vicinanze.

## Comuni[5]

### Borough
- Beaver Meadows
- Bowmanstown
- East Side
- Jim Thorpe (capoluogo)
- Lansford
- Lehighton
- Nesquehoning
- Palmerton
- Parryville
- Summit Hill
- Weatherly
- Weissport

### Township
- Banks
- East Penn
- Franklin
- Kidder
- Lausanne
- Lehigh
- Lower Towamensing
- Mahoning
- Packer
- Penn Forest
- Towamensing

### CDP
- Albrightsville
- Holiday Pocono
- Indian Mountain Lake‡
- Towamensing Trails
- Tresckow
- Weissport East

‡ = in parte si trova anche in un'altra contea